# Borysów (Lublin)
Pour les articles homonymes, voir Borysów.
Borysów (prononciation [bɔˈrɨsuf]) est un village de la gmina de Żyrzyn du powiat de Puławy dans la voïvodie de Lublin, situé dans l'est de la Pologne.
Il se situe à environ 4 kilomètres au nord-ouest de Żyrzyn (siège de la gmina), 13 kilomètres au nord-est de Puławy (siège du powiat) et 47 kilomètres au nord-ouest de Lublin (capitale de la voïvodie).
Le village comptait approximativement une population de 510 habitants en 2006.

## Histoire
De 1975 à 1998, le village est attaché administrativement à l'ancienne voïvodie de Lublin.

Depuis 1999, il fait partie de la nouvelle voïvodie de Lublin.